# NCR Corporation
NCR Corporation este o companie americană cu sediul în Dayton, Ohio, care se specializează în soluții IT pentru sectorul financiar și retail.
Compania a fost fondată în 1884 și achiziționată de către AT&T în 1991.
În 1912, Guvernul SUA găsește compania vinovată de monopolizarea pieței prin încălcarea Sherman Antitrust Act.